# Friedrich Viehbacher
Friedrich Viehbacher (* 30. August 1933 in Regenstauf; † 11. Juni 1993) war ein deutscher Jurist und von 1978 bis 1990 der Oberbürgermeister von Regensburg. Er war Mitglied der CSU.

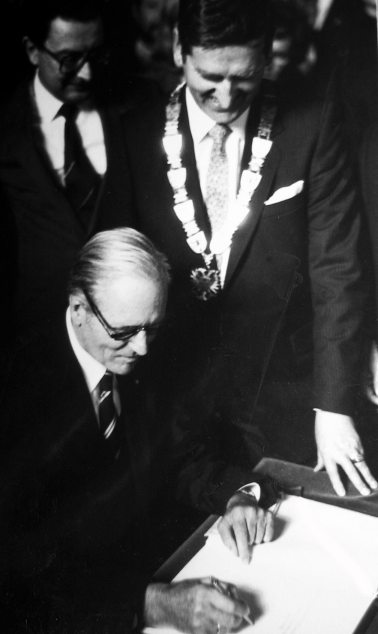
OB Viehbacher und Bundespräsident Karl Carstens beim Eintrag ins Goldene Buch der Stadt Regensburg, 1981

## Berufliche Laufbahn, Wahl zum Oberbürgermeister
Viehbacher war Jurist. In den 1960er Jahren arbeitete er in München als Staatsanwalt. Später wechselte er zur Regierung der Oberpfalz.
Bei den Kommunalwahlen 1978 gewann Viehbacher als Kandidat der CSU überraschend das Mandat als Oberbürgermeister von Regensburg gegen den Kandidaten der SPD Albert Schmid, der als Stellvertreter des bisherigen Oberbürgermeisters Rudolf Schlichtinger in der Stadt zwar weithin bekannt, aber innerhalb der Regensburger SPD umstritten war. Die Überraschung über den Ausgang der Wahl war groß, nachdem die SPD seit 18 Jahren als stärkste Fraktion im Stadtrat die Kommunalpolitik bestimmt hatte und stets auch die Wahlen zum Oberbürgermeister mit großen Mehrheiten gewonnen hatte. Die Gründe für die damalige überraschende Niederlage der SPD lagen in starken Veränderungen der SPD-Mitgliederstruktur aber auch in der Zusammensetzung der Wählerschaft. Nach der Betriebsaufnahme der Universität Regensburg waren in den Jahren nach 1970 viele Neubürger zugezogen und hatten sich an  Gründungen, Öffentlichkeitsarbeit und Veranstaltungen der vor Ort tätigen Bürgerinitiativen beteiligt. Die Bürgerinitiativen wandten sich radikal gegen die von der Regensburger SPD seit Jahren betriebenen und von der CSU immer mitgetragenen Abrissmaßnahmen historischer Bauten in der Regensburger Altstadt zu Gunsten neuer mehrspuriger Straßen und Brücken über die Donau mit dem Kreuzungszentrum am Donaumarkt. 

## Wirken als Oberbürgermeister
Nach der Kommunalwahl 1978 waren auch für den neuen CSU-Oberbürgermeister Viehbacher die alten Straßen- und Brückenbaupläne nicht mehr zu verwirklichen. Stattdessen begann Viehbacher mit der Planung einer alternativen Großbaumaßnahme für den Donaumarkt und lobte nach umfangreichen Vorarbeiten des Stadtplanungsamtes 1987 den Ideen-Wettbewerb „Regensburg-Donaumarkt-Eiserne Brücke / Stadthalle“ aus. Nachdem Viehbacher im März 1990 sein Mandat als Oberbürgermeister an die Gegenkandidatin der SPD, Christa Meier verloren hatte, konnte der Gewinner des Ideen-Wettbewerbes das Stadthallenprojekt am Donaumarkt, das von der Mehrzahl der Bevölkerung und von der SPD abgelehnt wurde, nicht verwirklichen.
In die Amtszeit Viehbachers fällt die am 6. September 1978 erfolgte Grundsteinlegung für das Universitätsklinikum Regensburg der Universität Regensburg mit dem Beginn des ersten Bauabschnitts, der Zahn-, Mund- und Kieferklinik.
Als Experte für Landesplanung trieb Viehbacher die Entwicklung von Regensburg als Industriestandort voran und setzte sich maßgeblich für die Ansiedlung des BMW-Werkes Regensburg ein. In seine Amtszeit fallen auch die Erweiterung des Siemens-Werkes und die Ansiedlung der Firmen Toshiba und AEG.

## Auszeichnungen
- Die Friedrich-Viehbacher-Allee im südöstlichen Stadtteil Burgweinting erinnert an ihn.

- 1992: Goldene Bürgermedaille der Stadt Regensburg